# Gerson Martínez
Gerson Sebastián Martínez Arredondo (* 10. Januar 1989 in Nogales) ist ein ehemaliger chilenischer Fußballspieler. Der Stürmer ist seit Februar 2025 Nationalspieler.

## Karriere

### Verein
Gerson Martínez spielte in der Jugend beim Amateurklub Minas Melón und wechselte in die Jugend von Unión La Calera. 2003 ging er in die Akademie von Universidad Católica, jedoch verpflichteten ihn die Cruzados nicht dauerhaft. Durch die negativen Erfahrungen kehrte er zu Minas Melón zurück und kam durch einen Freund zu San Luis, bei dem er 2006 im Profiteam der Primera B debütierte. 2009 wurde er mit San Luis Meister der Primera B und stieg in die Primera División auf. Nach dem Abstieg 2012 wechselte Martínez zu Rekordmeister CSD Colo-Colo und wurde für die Apertura an den CD Cobreloa verliehen. Nach der Leihe setzte der neue Trainer Gustavo Benítez nur selten auf den Stürmer, der vermehrt in der Reservemannschaft eingesetzt wurde. Er wechselte schließlich zu Deportes Iquique und spielte unter Trainer Jaime Vera regelmäßig. Als dieser 2014 zu Deportes Antofagasta wechselte, nahm er Martínez als Leihspieler von Iquique mit. 2016 kehrte er zu seinem Debütverein San Luis zurück und lief noch zweieinhalb Jahre in der Primera División auf, ehe bei Drittligist Deportes Colina seine Karriere ausklingen ließ.

### Nationalmannschaft
Martínez wurde in den Kader der U20-Nationalmannschaft für die Südamerikameisterschaft 2009 berufen, musste aber verletzungsbedingt absagen. Er nahm 2009 und 2010 jeweils am Turnier von Toulon teil und gewann dieses 2009. Im Mai 2011 gehörte er zum Perspektivkader der A-Nationalmannschaft und nahm an einem Trainingslager teil.

## Erfolge
San Luis
- Chilenischer Zweitligameister: 2009

Deportes Iquique
- Chilenischer Pokalsieger: 2013/14

## Sonstiges
Sein Cousin Rubén Farfán ist ebenfalls Profifußballspieler.